# Lega calcistica degli Emirati Arabi Uniti 2003-2004
La UAE Football League 2003-2004 è stata la 29ª edizione della massima competizione nazionale per club degli Emirati Arabi Uniti, la squadra campione in carica è l'Al-Ain.
Alla competizione prendono 12 squadre. Questa edizione del campionato viene vinta dall'Al-Ain.

## Fase a gironi
Le 12 squadre che prendono parte alla competizione sono state divise in due gruppi da 6 squadre ciascuno. Le prime due di ogni girone si qualificano alla fase finale.

### Girone A
|  | Pos. | Squadra    | G  | V | N | P | GF | GS | Pt |
|  | ---- | ---------- | -- | - | - | - | -- | -- | -- |
|  | 1    | Al-Ain     | 10 | 6 | 3 | 1 | 17 | 7  | 21 |
|  | 2    | Al-Shabab  | 10 | 6 | 1 | 3 | 14 | 9  | 19 |
|  | 3    | Al-Jazira  | 10 | 5 | 3 | 2 | 16 | 10 | 18 |
|  | 4    | Al-Nasr    | 10 | 4 | 0 | 6 | 13 | 17 | 12 |
|  | 5    | Al-Khaleej | 10 | 2 | 2 | 6 | 10 | 20 | 8  |
|  | 6    | Sharjah    | 10 | 1 | 3 | 6 | 10 | 17 | 6  |

### Girone B
|  | Pos. | Squadra       | G  | V | N | P | GF | GS | Pt |
|  | ---- | ------------- | -- | - | - | - | -- | -- | -- |
|  | 1    | Al-Ahli Dubai | 10 | 7 | 0 | 3 | 25 | 14 | 21 |
|  | 2    | Al-Wasl       | 10 | 6 | 2 | 2 | 18 | 8  | 20 |
|  | 3    | Al-Wahda      | 10 | 6 | 2 | 2 | 19 | 12 | 20 |
|  | 4    | Al-Shaab      | 10 | 4 | 1 | 5 | 14 | 13 | 13 |
|  | 5    | Ittihad Kalba | 10 | 3 | 1 | 6 | 13 | 20 | 10 |
|  | 6    | Emirates      | 10 | 1 | 0 | 9 | 10 | 32 | 3  |

Legenda:

      Ammesse ai play-off scudetto

## Fase Finale
|                                | Pos. | Squadra       | G | V | N | P | GF | GS | Pt |
| ------------------------------ | ---- | ------------- | - | - | - | - | -- | -- | -- |
| Emirati Arabi Uniti (bandiera) | 1    | Al-Ain        | 6 | 5 | 0 | 1 | 17 | 10 | 15 |
|                                | 2    | Al-Ahli Dubai | 6 | 4 | 1 | 1 | 17 | 12 | 13 |
|                                | 3    | Al-Shabab     | 6 | 2 | 1 | 3 | 11 | 10 | 7  |
|                                | 4    | Al-Wasl       | 6 | 0 | 0 | 6 | 4  | 17 | 0  |

Legenda:

      Campione degli Emirati Arabi Uniti 2003-2004, ammessa alla fase a gironi della AFC Champions League 2005

      Ammesse alla fase a gironi della AFC Champions League 2005

Note:
Tre punti a vittoria, uno a pareggio, zero a sconfitta.